# Layers of Lies
Layers of Lies è il quarto album in studio del gruppo melodic death metal svedese Darkane, pubblicato nel 2005.

## Tracce
1. Amnesia of the Wildoerian Apocalypse – 1:42
2. Secondary Effects – 3:55
3. Organic Canvas – 4:30
4. Fading Dimensions – 4:19
5. Layers of Lies – 4:17
6. Godforsaken Universe – 4:05
7. Klastrophobic Hibernation – 0:36
8. Vision of Degradation – 4:37
9. Contaminated – 3:38
10. Maelstrom Crisis – 2:40
11. Decadent Messiah – 3:54
12. The Creation Insane – 4:37
13. Subliminal Seduction (Bonus Track) – 4:00

## Formazione
Gruppo
- Andreas Sydow - voce
- Christofer Malmström - chitarra, voce
- Klas Ideberg - chitarra
- Jörgen Löfberg - basso
- Peter Wildoer - batteria, percussioni